# Stefan II (papież)
Stefan II lub Stefan III (zm. 26 kwietnia 757) – 92. papież w okresie od 26 marca 752 do 26 kwietnia 757.

## Życiorys
Był Rzymianinem, synem Konstantyna z rodziny zamieszkującej rejon S. Maria in Via Lata (Via del Corso). Późniejsza tradycja przypisała mu przynależność do bogatego rodu Orsinich, co jednak jest wątpliwe z uwagi na brak potwierdzenia w źródłach mu współczesnych. Wraz ze swoim bratem Pawłem (późniejszym papieżem), został diakonem, za czasów Zachariasza.
Jego pontyfikat był okresem słabości papiestwa. Rzym był atakowany przez króla Longobardzkiego, Aistulfa, który pomimo że przyrzekł 40-letni pokój z Rzymem, nałożył na każdego mieszkańca roczny podatek. Ponieważ kolejne poselstwa do Aistulfa i do cesarza Konstantyna V nie skutkowały, Stefan jako pierwszy papież przeszedł Alpy i zwrócił się po pomoc do frankijskiego króla Pepina Małego, uczestnicząc w pokutnej procesji. Pepin, pamiętając o długu wdzięczności, wysłał do papieża Chrodeganga z Metzu, który wraz ze Stefanem wyruszyli do Pawii, a następnie do Ponthiou. 6 stycznia 754 władca Franków spotkał się z papieżem, który w pokutnym stroju padł mu do stóp i prosił o ochronę przed Longobardami. Pepin i jego synowie zobowiązali w roku 755 dbać o bezpieczeństwo Rzymu oraz kilku innych miast i obszarów, jako własności św. Piotra (darowizna Pepina Małego, która dała początek Państwu Kościelnemu – jego pozostałością jest dzisiejszy Watykan).
W zamian Stefan namaścił króla i jego rodzinę oraz nadał dziedziczny tytuł patricius romanorum. Stało się to podwalinami ścisłych powiązań papiestwa z francuskimi królami. Niewiele później odnowione zostało Cesarstwo Rzymskie – Leon III koronował 25 grudnia 800 roku syna Pepina Małego, Karola Wielkiego, na cesarza.
Pepin dotrzymał obietnicy i w sierpniu 754 pokonał Aistulfa i zawarł z nim pierwszy pokój w Pawii. Wkrótce potem król Longobardów ponownie wkroczył do Rzymu i Pepin ponownie go pokonał i wygnał z miasta (drugi pokój w Pawii w czerwcu 756). Dzięki temu Rzym odzyskał Rawennę, Pentapolis i Emilię. Po śmierci Aistulfa, który nie miał dzieci, Stefan skutecznie poparł kandydaturę Dezyderiusza z Toskanii i dzięki temu odzyskał Bolonię.
Następcą Stefana został jego brat, który przyjął imię Paweł I.